# Lliga General de Cercles Culturals Esquerrans
La Lliga General de Cercles Culturals Esquerrans, (xinès simplificat: 中国左翼文化界总同盟, pinyin: Zhōngguó Zuǒyì Wénhuà Jièzǒng Tóngméng, literalment 'Aliança General de Cercles Culturals Esquerrans de la Xina'), abreujat habitualment com a Wenzong (xinès simplificat: 文总, pinyin: Wénzǒng), va ser una federació d'entitats culturals formada a partir de la creació de la Lliga d'Escriptors Esquerrans, a la Xina de la dècada del 1930. El seu secretari fon Yang Hansheng.
L'entitat era independent, tot i estar relacionada amb les activitats de l'aleshores clandestí Partit Comunista. Al seu si s'incloïen les diferents lligues professionals que existien, com la Lliga de Dramaturgs Esquerrans, la Lliga d'Artistes Esquerrans o la Lliga de Científics Socials, sent la més nombrosa la dels Escriptors.